# 富士見バスストップ
富士見バスストップ（ふじみバスストップ）は、長野県諏訪郡富士見町にある中央自動車道上のバス停留所である。中央道の最高地点（標高1015m：157.3KP）である。
「中央道富士見」と表記されている。

## 停車する路線
- 岡谷・上諏訪 - 新宿線（中央高速バス、アルピコ交通・山梨交通・京王バス・フジエクスプレス・JRバス関東）
小淵沢BS - 富士見BS - 中央道原BS
- 諏訪・茅野 - 新宿線（トラビスジャパン）
バスタ新宿 - 富士見BS - 中央道原BS
- 諏訪・茅野 - 京都・大阪線（トラビスジャパン）
富士見BS - 中央道原BS

## バス停へのアクセス
中央本線富士見駅より徒歩20分。

## 隣
小淵沢IC - 富士見BS - 諏訪南IC